# لنفوسیت تی
لنفوسیت تی از انواع سلول‌های دستگاه ایمنی بدن است.
دفاع اختصاصی بدن شامل ایمنی هومورال و ایمنی سلولی است. در ایمنی سلولی لنفوسیت‌های T (سلول‌های T) فعالیت دارند. لنفوسیت‌های T پس از اتصال به پادگِن (آنتی‌ژن) تکثیر پیدا می‌کنند و انواعی از سلول‌های T از جمله تعدادی T کشنده و تعدادی T خاطره به وجود می‌آورند. سلول‌های T کشنده به‌طور مستقیم به سلول‌های آلوده به ویروس و سلول‌های سرطانی حمله می‌کنند و با تولید پروتئین خاص به نام پرفورین و آنزیم (مرگ برنامه‌ریزی شده) منافذی در این سلول‌ها به وجود می‌آورند و موجب مرگ آن‌ها می‌شوند. به همین علت این نوع از پاسخ ایمنی به ایمنی سلولی معروف است. انواع سلول‌های T عبارت است از T کشنده، T خاطره، T کمک کننده (h.c) و T تنظیم کننده، لنفوسیت تی سیتوتوکسیک و سرکوبگر CD8 مثبت هستند ولی دو گروه دیگر CD4 مثبت اند.

## ساخته شدن و بالغ شدن
لنفوسیت T همانند لنفوسیت B در مغز استخوان (مغز قرمز استخوان) ساخته می‌شود ولی برخلاف لنفوسیتB در مغز استخوان بالغ نمی‌شود بلکه از طریق خون به تیموس که پشت جناغ و جلوی نای قرار دارد می‌رود و در تیموس بالغ می‌شود. لنفوسیت T اغلب بین خون و لنف در گردش است و در برخورد با پادگِن(آنتی‌ژن) خاص روی میکروب فعال می‌شود که اغلب لنفوسیت‌های T ضد ویروس، انگل، سرطان و رد بافت پیوند شده می‌باشد.

## وظیفه‌های لنفوسیت تی
وظایف عمدهٔ لنفوسیت T به عنوان بخش اساسی دستگاه ایمنی شامل:
- حضور میکروب را به سایر گلبول‌های سفید خبر می‌دهد.
- میکروب‌ها را گرفته و کشته و به گلبول‌های سفید تحویل داده که مستقیماً بیگانه خوارند.
- در سطح خود گیرنده‌های پادتن (آنتی‌بادی) مانندی دارند که به پادگِن (آنتی‌ژن) میکروب چسبیده و دیوارهٔ سلول را حل می‌کند.
- در مبارزه با سلول‌های سرطانی، سلول های آلوده و ویروس ها T کشنده به همراه درشت خوارها (ماکروفاژها) نقش اصلی را دارند.
- به جایگاه‌های التهابی و گره‌های لنفاوی تخلیه‌کننده مهاجرت می‌کنند تا عمل سرکوبگری خود را اعمال نمایند.
- سلول‌های T تنظیمی از سلول‌های مؤثر در سیستم ایمنی محسوب می‌شوند که نقش مهمی در سرطان‌ها، بیماری‌های خودایمنی و بیماری‌های عفونی دارند.